# Maria Wiśniewska-Żelichowska
Maria Wiśniewska-Żelichowska (ur. 31 grudnia 1896 w Warszawie, zm. 21 marca 1981) – polska paleontolożka i geolożka.

## Dane biograficzne
W 1932 obroniła rozprawę doktorską na temat ramienionogów jurajskich, której promotorem był Roman Kozłowski. Jej kariera zawodowa związana była z Państwowym Instytutem Geologicznym, gdzie pełniła między innymi funkcje kustosza muzeum i kierowniczki Centralnego Archiwum Geologicznego. Była autorką lub współautorką podręczników. Do badań paleontologicznych nad ramienionogami jury powróciła pod koniec kariery, po przejściu na emeryturę.
Jej synem był geolog Antoni Marian Żelichowski.

## Osiągnięcia naukowe

### Znaczenie w historii nauki
Maria Wiśniewska-Żelichowska specjalizowała się w badaniach nad ramienionogami jurajskimi z rzędu Rhynchonellida. Opracowała fauny polskie z jury środkowej i górnej. Opisała pięć nowych rodzajów: Lacunosella Wiśniewska, 1932; Monticlarella Wiśniewska, 1932; Septocrurella Wiśniewska, 1932; Praelacunosella Wiśniewska-Żelichowska, 1978; Laevigaterhynchia Wiśniewska-Żelichowska, 1978 oraz kilka nowych gatunków.  

### Wybrane publikacje

#### Prace badawcze
- Les Rhynchonellidés du Jurassique supérieur de Pologne (1932)[3]
- Fauna bioherm jurajskich w Rudnikach pod Częstochową (1971)[10]
- Środkowojurajskie ramienionogi z rzędu Rhynchonellida na obszarze częstochowsko-wieluńskim i zawierciańsko-olkuskim (1978)[9]

#### Podręczniki
- Paleontologia (1962, 1966)[7][11]
- Geologia historyczna z paleontologią (Jadwiga Dembowska, Maria Wiśniewska-Żelichowska; 1971)[8]
- Podstawy geologii (Halina Radlicz-Rühlowa, Maria Wiśniewska-Żelichowska; 1977, 1988)[12]

## Upamiętnienie
Na jej cześć nazwano gatunek kopalnego ramienionoga Septaliphoria wisniewskae Kyansep, 1972, znanego z górnej jury Krymu.